# Benirrama
Benirrama es una localidad española del municipio alicantino de Vall de Gallinera, en la Comunidad Valenciana.

## Historia
La localidad pertenece al término municipal de Vall de Gallinera. Aparece descrita en el cuarto volumen del Diccionario geográfico-estadístico-histórico de España y sus posesiones de Ultramar de Pascual Madoz de la siguiente manera:

BENIRRAMA: l. del ayunt. del valle de Gallinera, en la prov. de Alicante (11 leg.), part. jud. de Pego (1), aud. terr., c. g. y dióc. de Valencia (13): sit. sobre una de las diferentes colinas que pueblan aquel valle, con clima templado, debido sin duda á su libre ventilación. Tiene una igl. parr. (la Virgen de setiembre), de la que son anejos Alcudia y Benimarsóc, un cementerio al S. de la pobl. y una fuente que surte á los vec. De la calidad del terreno, prod., pobl., riqueza y contr. se hablará en el art. Gallinera (valle de).
(Madoz, 1846, p. 222)

En 2021 la entidad singular de población tenía censados 82 habitantes y el núcleo de población 75 habitantes.